# عامل الحمل المبكر
بروتين الصدمة الحرارية 10 كيلو دالتون 1 ( أتش أس بيه10) والمعروف أيضًا باسم شابيرونين 10 ( سي بيه أن10) أو عامل الحمل المبكر ( إي بيه أف )، هو بروتين يقومون بترميزه في البشر بواسطة جين أتش أس بيه إي1. المتماثل في إشريكية قولونية هو جرويس وهو شابيرونين يعمل عادةً بالاشتراك مع جرويل.

## البنية والوظيفة
يوجد جرويس كأوليغومر على شكل حلقة يتكون من ستة إلى ثمانية وحدات فرعية متطابقة، على حين يشكل الشابيرونين الذي يبلغ وزنه 60 كيلو دالتون (سي بيه أن60 أو جرويل في البكتيريا) بنية تتألف من حلقتين مكدستين، تحتوي كل حلقة على 7 وحدات فرعية متطابقة. تتجمع هذه الهياكل الحلقية عن طريق التحفيز الذاتي في وجود Mg 2+ -إيه تي بيه. يوفر التجويف المركزي للكاميرات الأسطوانية رباعية النواة سي بيه أن60 بيئة معزولة لطي البروتين على حين يرتبط سي بيه أن-10 بـسي بيه أن-60 ويتزامن إطلاق البروتين المطوي بطريقة تعتمد على Mg 2+ -إيه تي بيه. يؤدي ارتباط سي بيه أن10 مع سي بيه أن60 إلى تثبيط نشاط إيه تي بيز الضعيف لـ سي بيه أن60.
لقد ثبت أيضًا أن إشريكية قولونية جرويس ترتبط بـإيه تي بيه بأسلوب تعاوني وبألفة مماثلة لتلك الخاصة بـجرويل. تحتوي كل وحدة فرعية من وحدات جرويل على ثلاثة مجالات مميزة هيكليًا: مجال قمِّي ومتوسط ومجال استوائي. يحتوي المجال القمِّي على مواقع الارتباط لكل من جرويس والركيزة البروتينية غير المطوية. يحتوي المجال الاستوائي على موقع ربط إيه تي بيه ومعظم الاتصالات الأوليغوميرية. يربط المجال المتوسط بين المجالات القمية والاستوائية وينقل المعلومات التآزرية بينهما. يعتبر الأوليغومر جرويل رباعي الكاميرات وأسطواني الشكل ومنظم في حلقتين سباعيتين متراصتين ظهرًا لظهر. تحتوي كل حلقة جرويل على تجويف مركزي -يُعرف باسم " قفص أنفينسن "- والذي يوفر بيئة معزولة لطي البروتين. تشكل وحدات جرويس المتطابقة ذات الوزن الجزيئي 10 كيلو دالتون أوليغوميرًا سباعي الشكل يشبه القبة في المحلول. قد يكون ارتباط إيه تي بيه بـ جرويس مهمًا في شحن الوحدات الفرعية السبع لحلقة جرويل المتفاعلة مع إيه تي بيه، لتسهيل ارتباط إيه تي بيه التعاوني والتحلل المائي لإطلاق بروتين الركيزة.

## التفاعلات
لقد ثبت أن جرويس يتفاعل مع جرويل.

## الكشف
يُختبر عامل الحمل المبكر بواسطة اختبار تثبيط الوردة. يوجد إي بيه أف في مصل الأم (بلازما الدم) بعد فترة وجيزة من الإخصاب، ويوجد إي بيه أف أيضًا في مخاط عنق الرحم وفي السائل الأمنيوسي.
يمكن الكشف عن إي بيه أف في الأغنام خلال 72 ساعة من التزاوج وفي الفئران خلال 24 ساعة من التزاوج وفي عينات من الوسائط المحيطة بالأجنة البشرية المخصبة في المختبر خلال 48 ساعة من الإخصاب (مع إخفاق دراسة أخرى في تكرار هذا الاكتشاف للأجنة المخصبة في المختبر ). ثم أكتشف إي بيه أف في غضون ست ساعات من التزاوج.
نظرًا لأن اختبار تثبيط الوردة لـإي بيه أف غير مباشر، فإن المواد التي لها تأثيرات مماثلة قد تؤدي إلى إرباك الاختبار. لقد ثبت أن السائل المنوي للخنازير ، مثل إي بيه أف، يثبط تكوين الوردة - كان اختبار تثبيط الوردة إيجابيًا مدة يوم واحد في الخنازير التي تزاوجت مع خنزير قطعت القناة الدافقة لديه، ولكن ليس في الخنازير التي حفزت بأسلوب مماثل دون التعرض للسائل المنوي. لم يتمكن عدد من الدراسات التي أجريت في السنوات التي أعقبت اكتشاف إي بيه أف من إعادة إنتاج الكشف المتسق عن إي بيه أف في الإناث بعد الحمل وقد شُكك في صحة تجارب الاكتشاف. ومع ذلك فقد تحقق تقدم في توصيف إي بيه أف وأصبح وجوده مقبولاً بطريقة جيدة في المجتمع العلمي.

## الأصل
لم يُتبت أن الأجنة المبكرة تنتج إي بيه أف بدرجة مباشرة بل من المعتقد أن الأجنة تنتج بعض المواد الكيميائية الأخرى التي تحفز الجهاز الأمومي على إنشاء إي بيه أف. بعد عملية الزرع قد يُنتج إي بيه أف بواسطة الجنين مباشرة.
إي بيه أف هو مثبط للمناعة. حيث أن إي بيه أف -إلى جانب المواد الأخرى المرتبطة بالأجنة المبكرة- يلعب دورًا في منع الجهاز المناعي للإناث الحامل من مهاجمة الجنين. إنَّ حقن أجسام مضادة لـإي بيه أف في الفئران بعد التزاوج بكيفية ملحوظة  أدى إلى تقليل عدد حالات الحمل الناجحة وعدد الجراء، ولم يُلاحظ أي تأثير على النمو عندما قامو بتربية أجنة الفئران في وسائط تحتوي على أجسام مضادة لـإي بيه أف. في حين أن بعض إجراءات إي بيه أف هي نفسها في جميع الثدييات (أي تثبيط الوردة)، فإن آلية تثبيط المناعة الأخرى تختلف بين الأنواع.
في الفئران تكون مستويات إي بيه أف مرتفعة في بداية الحمل، ولكن في اليوم الخامس عشر تنخفض إلى المستويات الموجودة في الفئران غير الحوامل. أما في البشر تكون مستويات إي بيه أف مرتفعة مدة عشرين أسبوعًا تقريبًا ثم تنخفض وتصبح غير قابلة للاكتشاف في غضون ثمانية أسابيع من الولادة.

## فائدة سريرية

### اختبار الحمل
ويقال أنَّه يمكن استخدام إي بيه أف كعلامة لاختبار الحمل المبكر جدًا، وكوسيلة لمراقبة قابلية الحمل المستمر في الماشية. استمر الاهتمام بـ إي بيه أف لهذا الغرض مع أن طرق الاختبار الحالية لم تثبت دقتها الكافية لمتطلبات إدارة الثروة الحيوانية.
اختبارات الحمل الحديثة تستخدم لإظهار وجود هرمون الغدد التناسلية المشيمية البشرية (أتش سي جي) عند البشر. لا يكون هرمون أتش سي جي موجودًا إلا بعد الزرع، والذي يحدث بعد ستة إلى اثني عشر يومًا من الإخصاب. في المقابل يكون إي بيه أف موجودًا خلال ساعات من الإخصاب. في حين قامو بتحديد العديد من الإشارات الأخرى قبل الزرع ويُعتقد أن إي بيه أف هو أول علامة محتملة للحمل. وقد وجدت العديد من الدراسات أن دقة اختبار إي بيه أف كاختبار للحمل لدى البشر عالية.

### بحوث تنظيم النسل
يمكن أيضًا استخدام إي بيه أف لتحديد ما إذا كانت آلية منع الحمل أو وسائل منع الحمل تعمل قبل الإخصاب أو بعده. نصت دراسة أجريت عام 1982 لتقييم مستويات إي بيه أف لدى النساء اللاتي يستخدمن اللولب الرحمي إلى أن آليات ما بعد الإخصاب تساهم بصفة كبيرة على مدى فعالية هذه الأجهزة. ومع ذلك تشير الأدلة الأحدث -مثل دراسات تنظيف قناة فالوب- إلى أن اللولب يعمل عن طريق تثبيط الإخصاب ويعمل في وقت مبكر من عملية الإنجاب على عكس ما كان يعتقد سابقًا.
بالنسبة للمجموعات التي تعرف الحمل على أنه يبدأ بالإخصاب فإن وسائل منع الحمل التي تحتوي على آليات ما بعد الإخصاب تعتبر مُجهضة. هناك جدل حاليًا حول ما إذا كانت طرق منع الحمل الهرمونية لها تأثير ما بعد الإخصاب، وتحديدًا الطريقة الهرمونية الأكثر شيوعًا: حبوب منع الحمل الفموية المركبة (سي أو سي بيه). دعت مجموعة الصيادلة من أجل الحياة إلى إجراء تجربة سريرية واسعة النطاق لتقييم إي بيه أف لدى النساء اللاتي يتناولن حبوب منع الحمل المركبة. وسيكون هذا الدليل هو الأكثر حسمًا بين الادلة المتاحة لتحديد ما إذا كانت حبوب منع الحمل المركبة تحتوي على آليات ما بعد الإخصاب.

### العقم وفقدان الحمل المبكر
يُعد استخدام إي بيه أف مفيدًا عند التحقيق في فقدان الجنين قبل الزرع. أظهرت إحدى الدراسات التي أجريت على نساء بشريات أصحاء يرغبن في الحمل وجود أربعة عشر حالة حمل مع بـإي بيه أف.وقد حصل إجهاض تلقائي مع ستة منهم خلال عشرة أيام من التبويض (معدل فقدان الجنين المبكر 43%). 
أقترح استخدام إي بيه أف للتمييز بين العقم الناجم عن الإخفاق في الحمل مقابل العقم الناجم عن الإخفاق في الزرع. كما أُقترح إي بيه أف أيضًا كعلامة للحمل القابل للحياة، وهو أكثر فائدة في التمييز بين حالات الحمل خارج الرحم أو حالات الحمل غير القابلة للحياة الأخرى مقارنة بالعلامات الكيميائية الأخرى مثل هرمون موجهة الغدد التناسلية المشيمائية والبروجيستيرون.

### كعلامة للورم
مع ارتباطه بأسلوب شبه حصري بالحمل فقد أكتشف نشاط مشابه لـإي بيه أف أيضًا في أورام أصلها من الخلايا الجرثومية وفي أنواع أخرى من الأورام. وقد أُقترحت فائدته كعلامة للورم لتقييم نجاح العلاج الجراحي.

## قراءة إضافية
- Czarnecka AM، Campanella C، Zummo G، Cappello F (2006). "Heat shock protein 10 and signal transduction: a "capsula eburnea" of carcinogenesis?". Cell Stress & Chaperones. ج. 11 ع. 4: 287–94. DOI:10.1379/CSC-200.1 (غير نشط 1 نوفمبر 2024). PMC:1713189. PMID:17278877.{{استشهاد بدورية محكمة}}:  صيانة الاستشهاد: وصلة دوي غير نشطة منذ 2024 (link)
- Legname G، Fossati G، Gromo G، Monzini N، Marcucci F، Modena D (1995). "Expression in Escherichia coli, purification and functional activity of recombinant human chaperonin 10". FEBS Lett. ج. 361 ع. 2–3: 211–4. Bibcode:1995FEBSL.361..211L. DOI:10.1016/0014-5793(95)00184-B. PMID:7698325. S2CID:22185852.
- Cavanagh AC، Morton H (1994). "The purification of early-pregnancy factor to homogeneity from human platelets and identification as chaperonin 10". Eur. J. Biochem. ج. 222 ع. 2: 551–60. DOI:10.1111/j.1432-1033.1994.tb18897.x. PMID:7912672.
- Monzini N، Legname G، Marcucci F، Gromo G، Modena D (1994). "Identification and cloning of human chaperonin 10 homologue". Biochim. Biophys. Acta. ج. 1218 ع. 3: 478–80. DOI:10.1016/0167-4781(94)90211-9. PMID:7914093.
- Chen JJ، McNealy DJ، Dalal S، Androphy EJ (1994). "Isolation, sequence analysis and characterization of a cDNA encoding human chaperonin 10". Biochim. Biophys. Acta. ج. 1219 ع. 1: 189–90. DOI:10.1016/0167-4781(94)90268-2. PMID:7916212.
- Samali A، Cai J، Zhivotovsky B، Jones DP، Orrenius S (1999). "Presence of a pre-apoptotic complex of pro-caspase-3, Hsp60 and Hsp10 in the mitochondrial fraction of jurkat cells". EMBO J. ج. 18 ع. 8: 2040–8. DOI:10.1093/emboj/18.8.2040. PMC:1171288. PMID:10205158.
- Summers KM، Fletcher BH، Macaranas DD، Somodevilla-Torres MJ، Murphy RM، Osborne MJ، Spurr NK، Cassady AI، Cavanagh AC (1998). "Mapping and characterization of the eukaryotic early pregnancy factor/chaperonin 10 gene family". Somat. Cell Mol. Genet. ج. 24 ع. 6: 315–26. DOI:10.1023/A:1024488422990. PMID:10763410. S2CID:39860709.
- Richardson A، Schwager F، Landry SJ، Georgopoulos C (2001). "The importance of a mobile loop in regulating chaperonin/ co-chaperonin interaction: humans versus Escherichia coli". J. Biol. Chem. ج. 276 ع. 7: 4981–7. DOI:10.1074/jbc.M008628200. PMID:11050098.
- Fletcher BH، Cassady AI، Summers KM، Cavanagh AC (2001). "The murine chaperonin 10 gene family contains an intronless, putative gene for early pregnancy factor, Cpn10-rs1". Mamm. Genome. ج. 12 ع. 2: 133–40. DOI:10.1007/s003350010250. PMID:11210183. S2CID:21105180.
- Parissi V، Calmels C، De Soultrait VR، Caumont A، Fournier M، Chaignepain S، Litvak S (2001). "Functional interactions of human immunodeficiency virus type 1 integrase with human and yeast HSP60". J. Virol. ج. 75 ع. 23: 11344–53. DOI:10.1128/JVI.75.23.11344-11353.2001. PMC:114720. PMID:11689615.
- Hansen JJ، Dürr A، Cournu-Rebeix I، Georgopoulos C، Ang D، Nielsen MN، Davoine CS، Brice A، Fontaine B، Gregersen N، Bross P (2002). "Hereditary spastic paraplegia SPG13 is associated with a mutation in the gene encoding the mitochondrial chaperonin Hsp60". Am. J. Hum. Genet. ج. 70 ع. 5: 1328–32. DOI:10.1086/339935. PMC:447607. PMID:11898127.
- Guidry JJ، Wittung-Stafshede P (2002). "Low stability for monomeric human chaperonin protein 10: interprotein interactions contribute majority of oligomer stability". Arch. Biochem. Biophys. ج. 405 ع. 2: 280–2. DOI:10.1016/S0003-9861(02)00406-X. PMID:12220543.
- Lee KH، Kim HS، Jeong HS، Lee YS (2002). "Chaperonin GroESL mediates the protein folding of human liver mitochondrial aldehyde dehydrogenase in Escherichia coli". Biochem. Biophys. Res. Commun. ج. 298 ع. 2: 216–24. DOI:10.1016/S0006-291X(02)02423-3. PMID:12387818.
- Hansen JJ، Bross P، Westergaard M، Nielsen MN، Eiberg H، Børglum AD، Mogensen J، Kristiansen K، Bolund L، Gregersen N (2003). "Genomic structure of the human mitochondrial chaperonin genes: HSP60 and HSP10 are localised head to head on chromosome 2 separated by a bidirectional promoter". Hum. Genet. ج. 112 ع. 1: 71–7. DOI:10.1007/s00439-002-0837-9. PMID:12483302. S2CID:25856774.
- Mansell JP، Yarram SJ، Brown NL، Sandy JR (2002). "Type I collagen synthesis by human osteoblasts in response to placental lactogen and chaperonin 10, a homolog of early-pregnancy factor". In Vitro Cell. Dev. Biol. Anim. ج. 38 ع. 9: 518–22. DOI:10.1290/1071-2690(2002)038<0518:TICSBH>2.0.CO;2. PMID:12703979. S2CID:24606162.
- Cappello F، Bellafiore M، David S، Anzalone R، Zummo G (2003). "Ten kilodalton heat shock protein (HSP10) is overexpressed during carcinogenesis of large bowel and uterine exocervix" (PDF). Cancer Lett. ج. 196 ع. 1: 35–41. DOI:10.1016/S0304-3835(03)00212-X. hdl:10447/191095. PMID:12860287. مؤرشف من الأصل (PDF) في 2022-05-06.
- Shan YX، Liu TJ، Su HF، Samsamshariat A، Mestril R، Wang PH (2003). "Hsp10 and Hsp60 modulate Bcl-2 family and mitochondria apoptosis signaling induced by doxorubicin in cardiac muscle cells". J. Mol. Cell. Cardiol. ج. 35 ع. 9: 1135–43. DOI:10.1016/S0022-2828(03)00229-3. PMID:12967636.
- Shan YX، Yang TL، Mestril R، Wang PH (2003). "Hsp10 and Hsp60 suppress ubiquitination of insulin-like growth factor-1 receptor and augment insulin-like growth factor-1 receptor signaling in cardiac muscle: implications on decreased myocardial protection in diabetic cardiomyopathy". J. Biol. Chem. ج. 278 ع. 46: 45492–8. DOI:10.1074/jbc.M304498200. PMID:12970367.
- Guidry JJ، Shewmaker F، Maskos K، Landry S، Wittung-Stafshede P (2003). "Probing the interface in a human co-chaperonin heptamer: residues disrupting oligomeric unfolded state identified". BMC Biochem. ج. 4: 14. DOI:10.1186/1471-2091-4-14. PMC:270013. PMID:14525625.

## روابط خارجية
- GroES+Protein في المكتبة الوطنية الأمريكية للطب نظام فهرسة المواضيع الطبية (MeSH).

- 3D macromolecular structures of جرويس in EMDB
- هذه المَقالة تَشتمل على نَص من المِلكية العامة لِـ بفام وَإنتربرو IPR020818.